# Peter Pichler (Illustrator)
Peter Pichler (* 1961 in Köln) ist ein deutscher Illustrator, Grafikdesigner und Künstler.
Pichler studierte an der Bergischen Universität Wuppertal bei Günther Kieser Grafikdesign, Ästhetik bei Bazon Brock und Illustration bei Wil Sensen und Gerd Aretz.
Peter Pichler illustriert für Unternehmen, wie die Sitzmöbel Manufaktur Freifrau, Ritzenhoff oder für die Bundeszentrale für politische Bildung. Seine Illustrationen erscheinen in Zeitschriften und Magazinen, wie zum Beispiel im Stern.
Ein Designstudio gründete Pichler zusammen mit seiner Frau Juliane Groß.

## Illustrationen (Auswahl)
- Ildikó von Kürthy: Es wird Zeit. Rowohlt/Wunderlich, 2019, ISBN 978-3-805200-43-1.
- Ildikó von Kürthy: Es wird Zeit – Das Tagebuch. Rowohlt Taschenbuch, 2020, ISBN 978-3-499005-63-3.
- Ildikó von Kürthy: Morgen kann kommen. Rowohlt/Wunderlich, 2022, ISBN 978-3-805200-93-6.